# Tetraclita porosa
Tetraclita porosa is een zeepokkensoort uit de familie van de Tetraclitidae.